# Teresa Vicuña
Teresa Vicuña Lagarrigue (Santiago, 1927) es una escultora chilena adscrita al arte contemporáneo, y que ha incursionado principalmente en el arte figurativo.
Pertenece a la denominada generación del 28, y en opinión de la crítico de arte Cecilia Valdés «fue prácticamente la primera artista mujer en demostrar la importancia de la escultura en terracota».

## Vida y obra
Es hija del escritor, abogado, docente y político Carlos Vicuña Fuentes y de la escultora Teresa Lagarrigue Cádiz, matrimonio del cual nacieron 6 hijos, entre ellos, el poeta José Miguel y la escultora Rosa.
Estudió en la Universidad de Chile donde fue alumna de Raúl Vargas y María Fuentealba. De acuerdo a la crítico de arte Vivian Berdicheski S., Teresa «expresa referentes poéticos en los que la afinidad con la figura humana es evidente».
A través de materiales moldeables, su obra «conjuga en una misma obra lo cóncavo y lo convexo, contrastes presentes simultáneamente mediante volúmenes llenos o vacíos (...) a través de la figura humana, que está más bien insinuada a través de los órganos sexuales, hasta llegar a la proposición formal del cuerpo humano».
Exposiciones y distinciones
Ha participado en varias exposiciones individuales y colectivas durante su carrera, entre ellas en la II Bienal de México (1959), la I y II Bienal de Escultura Chilena (1963 y 1965 respectivamente), varias versiones del Salón Oficial de Artes Plásticas en 1949, 1950-1951, 1956, 1957, 1958, 1962 y las primeras diez versiones de la Feria de Artes Plásticas en el Museo de Arte Contemporáneo de Santiago (entre 1959 y 1970), las exposiciones Cincuenta Años de Escultura Contemporánea Chilena (1996) en el Centro Cultural Estación Mapocho, Nueva pintura y escultura chilena (1959) y Mujeres en el Arte (1991) en el Museo Nacional de Bellas Artes de Chile, entre otras exposiciones en Chile, América Latina y Estados Unidos.